# Deidra Dionne
Deidra Rae Dionne (* 5. Februar 1982 in North Battleford, Saskatchewan) ist eine ehemalige kanadische Freestyle-Skierin. Sie war auf die Disziplin Aerials (Springen) spezialisiert. Dionne gewann drei Bronzemedaillen bei Olympischen Spielen und Weltmeisterschaften, im Weltcup gelangen ihr neun Podestplätze.

## Biografie
Deidra Dionne wuchs in Red Deer, Alberta, auf und begann im Alter von drei oder vier Jahren mit dem Skifahren. Bevor sie sich dem Freestyle-Skiing zuwandte, war sie jahrelang als Badmintonspielerin und in einer Baseball-Jungenmannschaft aktiv. Ihren Highschool-Abschluss machte sie an der National Sport School in Calgary.
Dionne startete kurz nach ihrem 15. Geburtstag in Fortress Mountain in ihrer Heimatprovinz erstmals im Nor-Am Cup und war mit den Rängen vier in den Disziplinen Aerials und Ballett sowie dem Sieg in der Kombinationswertung auf Anhieb erfolgreich. Zwei Jahre später feierte sie am selben Ort ihren ersten Sieg im Springen. Im Dezember 1999 gab Dionne in Blackcomb ihr Debüt im Freestyle-Skiing-Weltcup und belegte als Dritte sogleich ihren ersten Podestplatz. Nach zwei weiteren Podestplätzen gewann sie bei ihren ersten Weltmeisterschaften in Whistler die Bronzemedaille. Im Februar 2002 holte sie bei den Olympischen Spielen von Salt Lake City hinter Alisa Camplin und ihrer Landsfrau Veronica Brenner Bronze und feierte damit den größten Erfolg ihrer Karriere. In der Weltcup-Disziplinenwertung erreichte sie als dritte ein Karrierebest. Im Rahmen der Weltmeisterschaften am Olympiaort Deer Valley gewann sie erneut eine Bronzemedaille.
Im September 2005 zog sich Dionne eine schwere Halswirbelverletzung zu, konnte nach Operation aber an den Olympischen Spielen von Turin teilnehmen, wo sie Rang 22 belegte. Anfang März 2008 schaffte sie es als Zweite in Moskau das letzte Mal auf ein Weltcup-Podest. Bei ihren letzten Weltmeisterschaften in Inawashiro kam sie über Rang 16 nicht hinaus. Nachdem bei ihr ein gutartiger Tumor im rechten Temporallappen diagnostiziert worden war, musste sie ihre Sportlaufbahn 2009 beenden.
Deidra Dionne erwarb sich zunächst einen Bachelor of Arts an der Athabasca University. Nach dem Karriereende studierte sie Common Law an der Universität Ottawa und arbeitete für CBC sowie als Senior Director in der Abteilung Talent Strategy & Business Relations für den Fernsehsender Sportsnet.

## Erfolge

### Olympische Spiele
- Salt Lake City 2002: 3. Aerials
- Turin 2006: 22. Aerials

### Weltmeisterschaften
- Whistler 2001: 3. Aerials
- Deer Valley 2003: 3. Aerials
- Ruka 2005: 17. Aerials
- Inawashiro 2009: 16. Aerials

### Weltcupwertungen
| Saison  | Gesamt | Gesamt | Aerials | Aerials |
| Saison  | Platz  | Punkte | Platz   | Punkte  |
| ------- | ------ | ------ | ------- | ------- |
| 1999/00 | 25.    | 60     | 13.     | 240     |
| 2000/01 | 16.    | 74     | 9.      | 372     |
| 2001/02 | 8.     | 84     | 3.      | 420     |
| 2002/03 | 17.    | 77     | 8.      | 460     |
| 2003/04 | 31.    | 29     | 9.      | 343     |
| 2004/05 | 21.    | 31     | 7.      | 368     |
| 2005/06 | 109.   | 3      | 34.     | 36      |
| 2007/08 | 38.    | 23     | 12.     | 208     |
| 2008/09 | 68.    | 13     | 24.     | 93      |

### Nor-Am Cup
- Saison 1996/97: 4. Kombinationswertung, 10. Ballettwertung
- Saison 1998/99: 6. Aerials-Wertung
- Saison 2001/02: 9. Aerials-Wertung
- 5 Podestplätze, davon 2 Siege:

| Datum            | Ort               | Land   | Disziplin   |
| ---------------- | ----------------- | ------ | ----------- |
| 17. Februar 1997 | Fortress Mountain | Kanada | Kombination |
| 14. Februar 1999 | Fortress Mountain | Kanada | Aerials     |